# Unagi
Unagi (japanisch 鰻 oder ウナギ, うなぎ, dt. „Aal“) ist das japanische Wort für Süßwasser-Aal und eine japanische Fischspezialität, die in einem aufwändigen Prozess zubereitet wird. Salzwasser-Aal wird dagegen als Anago (穴子) bezeichnet und anders zubereitet.

## Zubereitung
Der Aal wird der Länge nach aufgeschnitten. Er wird über Holzkohle aus Eichenholz gegrillt, danach gedünstet, um dem Fisch einen Teil seines hohen Fettgehaltes zu entziehen. Dann wird er mit einer speziellen, süßen, braunen Sauce, einer Art Teriyaki-Sauce, mariniert und ein zweites Mal gegrillt. Der Vorgang kann mehrfach wiederholt werden.

## Gerichte, in denen Unagi verwendet wird

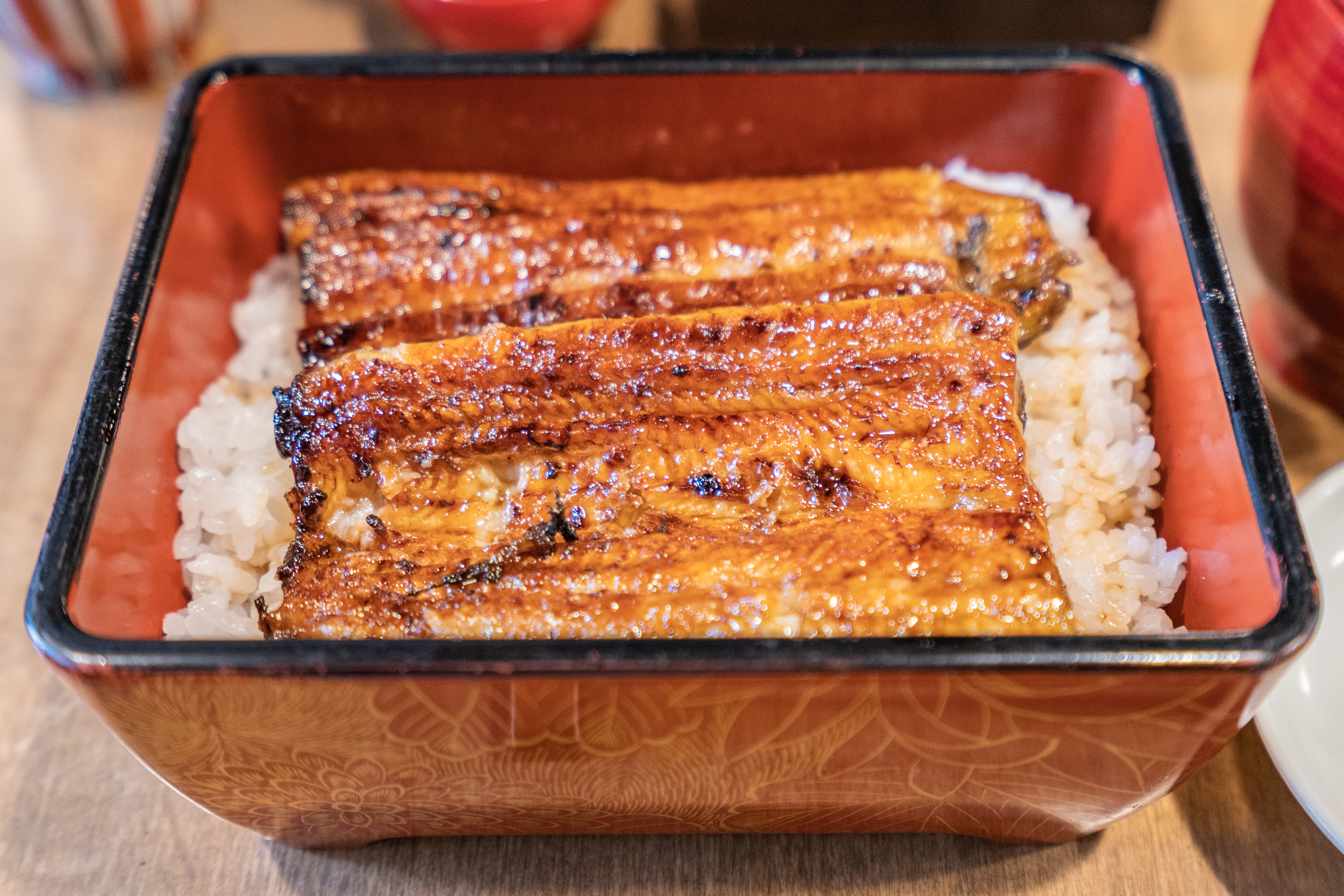
Unagi Kabayaki

Gegessen wird Unagi im Allgemeinen als Hauptspeise mit Reis und der gleichen Saucenzubereitung, die auch für das Marinieren verwendet wird. Das Gericht wird dann je nachdem, wie es angerichtet wird, als unajū (鰻重, „gestapelt“) oder unadon (kurz für unagi donburi 鰻丼, „auf Reis“) bezeichnet.
Gebräuchlich ist ebenfalls Kabayaki (蒲焼き), wobei kleine Stücke des Aals alleine, häufig als Vorspeise zum Aperitif, gereicht werden.
Eine andere Verwendung erfährt Unagi bei der Herstellung von Sushi, wo er auch, anstelle von üblicherweise rohem Fisch, als Auflage für die Reisbällchen verwendet wird. Die auf diese Weise zubereitete Sushi werden, da der Fisch ja mariniert ist, vor dem Verzehr nicht in Sojasauce getaucht, wie es normalerweise üblich ist.

## Kulturelle Bedeutung
Unagi ist ähnlich wie Nattō ein sehr altes Gericht und gilt in Japan als außergewöhnlich gesunde und nahrhafte Speise. Traditionell wird Unagi im Hochsommer, meist Ende Juli, gegessen, da man in Japan glaubt, der speziell zubereitete Fisch gebe einen großen Vorrat an Kraft und Ausdauer für die zweite Jahreshälfte.